# Läuferbrunnen

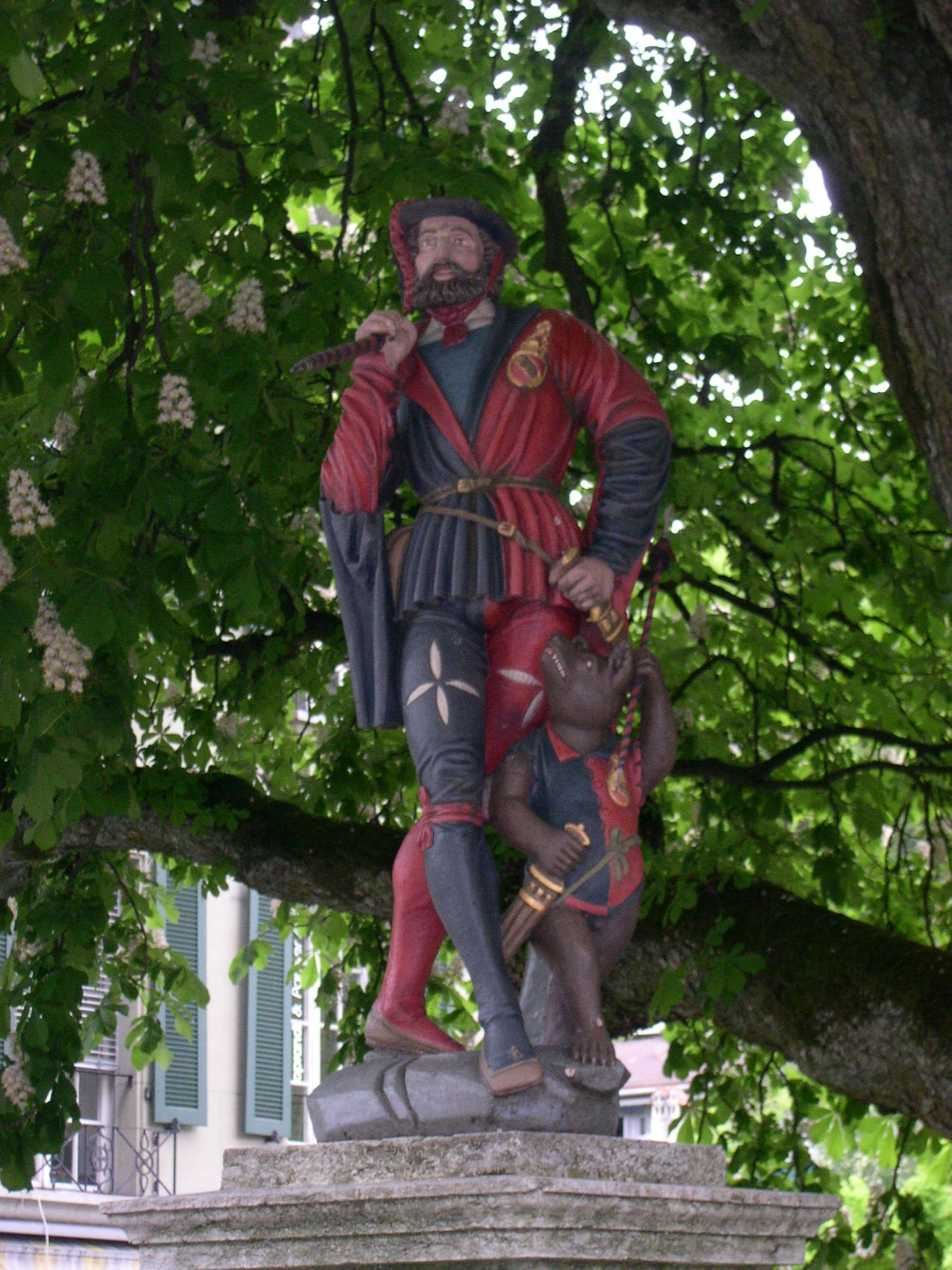
Brunnenfigur (Bild 2005)

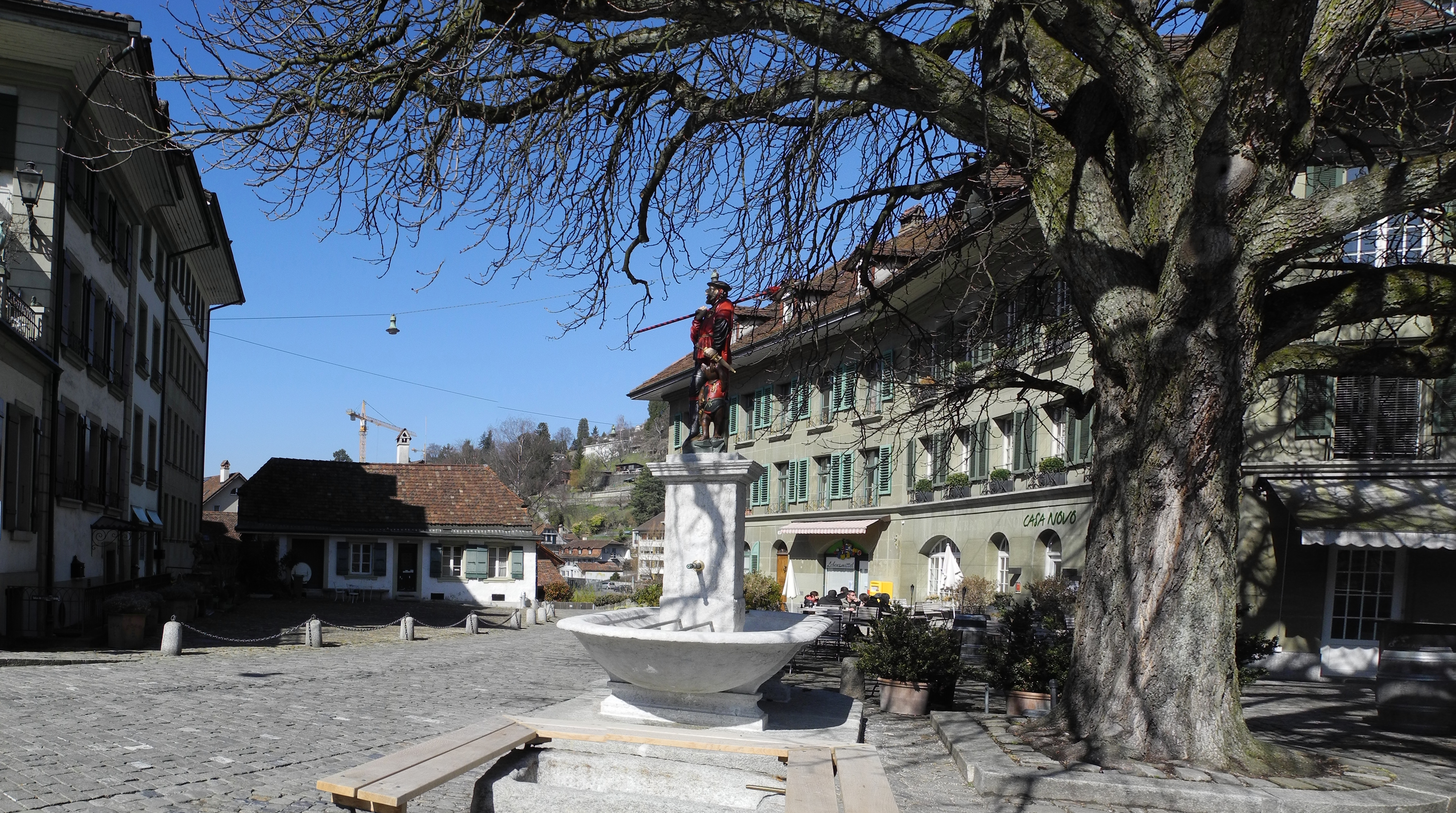
Läuferplatz (2012)

Der Läuferbrunnen gehört zu den Berner Altstadtbrunnen aus dem 16. Jahrhundert und  steht heute auf dem Läuferplatz in der Stadt Bern, Schweiz.

## Geschichte
Der Brunnen wurde um das Jahr 1545 von Hans Gieng und seinen Gesellen geschaffen, stand ursprünglich vor dem letzten Haus am Nydeggstalden und wurde 1827 an den heutigen Standort gesetzt, wo zuvor ein Waschhaus gewesen war. Bis ins 17. Jahrhundert hiess er Staldenbrunnen oder Brunnen beim Untern Tor (wegen seiner Nähe zum Stadttor bei der Untertorbrücke).
Die Brunnenfigur stellt einen Herold oder schnellen Boten dar, der zu Fuss unterwegs ist und daher Läufer genannt wird. Auf der Brust trägt er das Wappen der Stadt Bern, auf der Schulter den Läuferspiess und am Rücken die Läuferbüchse. Mit der linken Hand umfasst er den Griff eines Kurzschwertes, und ihm geht ein Bärenjunges voran, das ebenfalls als Bote ausgerüstet ist.
Die Brunnenfigur ist eine Kopie aus dem Jahr 1953. Das Original befindet sich im Historischen Museum der Stadt Bern.
2011 wurde der Brunnen instand gesetzt.

## Trinkwasser
Das Trinkwassernetz von Energie Wasser Bern (ewb) versorgt den Brunnen mit Trinkwasser, dessen Qualität regelmässig überprüft wird.